# Passage Ben-Aïad
Die Passage Ben-Aïad ist eine überdachte Ladenpassage mit Glasdach aus dem 19. Jahrhundert im 2. Arrondissement in Paris. Die Passage Ben-Aïad ist seit 1997 ein geschütztes Baudenkmal (monument historique).

## Lage
Die Passage Ben-Aïad befindet sich zwischen 8, rue Mandar und 9, rue Léopold-Bellan, in einem gemischten Wohn- und Geschäftsviertel in der Nähe der Grands Boulevards. Sentier ist die nächste Metrostation der Linie 3, die Paris vom Osten nach Westen durchquert. Die Nähe zu den großen Boulevards hat den Bau der Passage begünstigt.
Weitere Passagen befinden sich in ihrer Nähe: Passage du Prado (10. Arrondissement), Passage Bourg-l’Abbé (2. Arrondissement) und Passage du Grand-Cerf (2. Arrondissement).

## Geschichte
An gleicher Stelle befand sich bereits seit 1763 eine nicht überdachte Passage, die Passage du Saumon hieß. Die nun neu errichtete und 1828 eröffnete Passage mit einem Glasdach wurde von dem Architekten Hubert Rohault de Fleury (1777–1846) erbaut. Die Passage hatte ursprünglich eine Galerie von 175 Metern Länge und drei Galerien die dazu quer verliefen. Nur eine dieser Quergalerien existiert heute noch. 1853 kaufte der reiche tunesische General Mahmoud Ben-Aïad die Passage, nach dessen Namen sie umbenannt wurde. Der Bau der großen Kaufhäuser bei der Oper und an der Madeleine verursachten ab der Mitte des 19. Jahrhunderts den Niedergang der Passage.
1899 wurde ein Teil der unrentabel gewordenen Passage abgerissen und im Rahmen der Stadterneuerung eine neue Straße, die Rue Bauchaumont, parallel zu den Straßen Mandar und Léopold-Bellan durchgebrochen.

## Literarischer Bezug
Im autobiografischen Roman von Alphonse Daudet spielt der Porzellanladen in der Passage du Saumon von M. Pierrotte eine Rolle. Pierrotte ist der Vater des Mädchen, in das der Held verliebt ist.
Die Passage war Schauplatz der Unruhen und Barrikaden am 5. und 6. Juni 1832 während der Beerdigung von General Lamarque, einer Episode, die von Victor Hugo in Choses vues berichtet wurde.

## Heutiger Zustand
Da immer mehr Geschäfte schließen mussten, wurde die Passage schließlich für das Publikum geschlossen und die Gebäude zum Teil in ein Hotel umgebaut. Heute verkommt der übriggebliebene und leerstehende Teil der Passage immer mehr.